# Hornkopf (Simonswälder Tal)
Der Hornkopf, auch Blaues Horn, ist ein 1120,8 m ü. NHN hoher Berg im Schwarzwald in Baden-Württemberg. Er liegt auf dem Gebiet der Gemeinde Simonswald im Landkreis Emmendingen rund 18 km nordöstlich von Freiburg im Breisgau und 2,3 km östlich des Kandel, des höchsten Berges im Mittleren Schwarzwald.

## Lage und Charakteristik

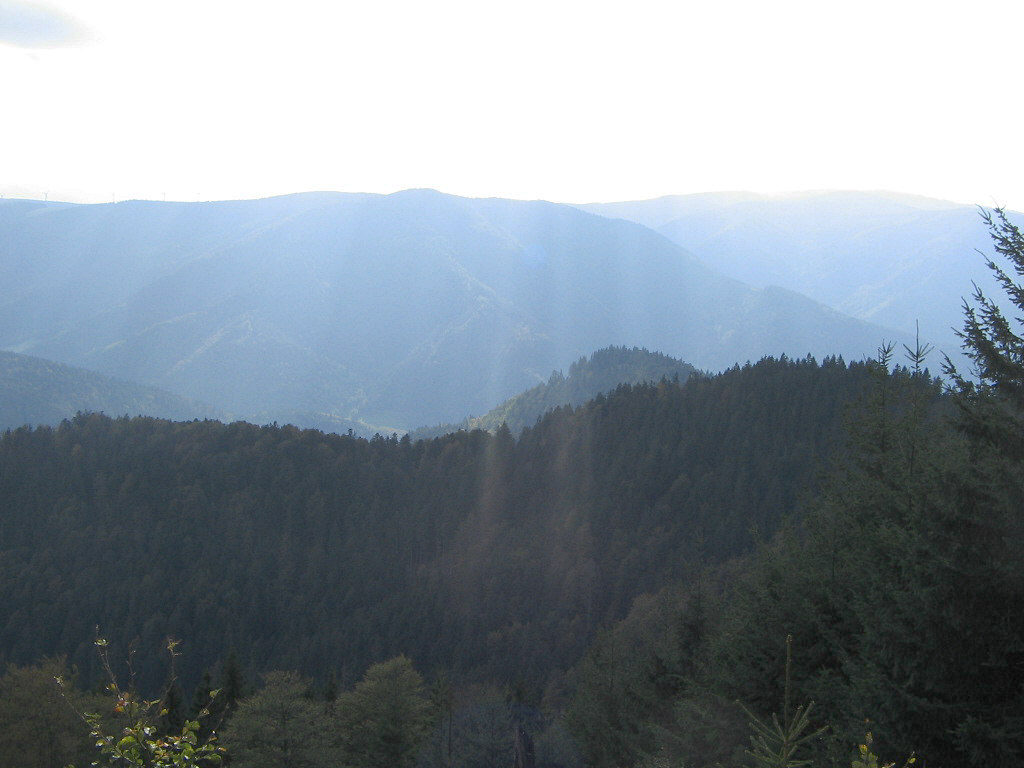
Der Hornkopf (hinten) vom Südwesthang des Ibichkopfs aus, links Plattenhöhe mit Platte, rechts Kleiner Hornkopf und Ettersbachtal

Der Hornkopf ist der beherrschende Gipfel der linken, westlichen Flanke des Tales der Wilden Gutach, aus dem er steil um fast 750 Meter aufsteigt. Nach Südwesten schließt sich die sanft nach Süden abdachende Hochfläche der Platte an, diese wiederum geht in den sanften Südhang des Kandel über. Wie dieser erscheint auch der Hornkopf als spornförmiger Auslieger dieser geneigten Hochfläche und bildet so ein niedrigeres, spiegelbildliches Pendant zum Kandel. Die wichtigsten Nebengipfel sind der ins tiefe Ettersbachtal vorspringende Kleine Hornkopf (1085,7 m ü. NHN) und die plateauartige Plattenhöhe (1096,3 m ü. NHN).
Nach Osten hin ist der Abfall zum Simonswälder Tal hin gegliedert durch eine Gruppe von fünf kleineren Kargruben mit Kleinstmooren, die Dümpfle. Sie liegen teilweise getreppt übereinander. In ihnen entspringen der zur Wilden Gutach hinabstürzende Hornbach und der Eisbach. Nach Norden hin fließt das kleinere Hornbächle, und nach Westen hin entspringt am Hornkopf der zum Ettersbach hin sich einschneidende Gittelsbach.
Der Hornkopf ist vollständig bewaldet und bietet daher nur punktuell Aussichten. Die Bestände werden forstlich bewirtschaftet und sind von der Fichte dominiert. 

## Geologie
Die den Berg aufbauenden Gesteine, im Wesentlichen Paragneise (mit einem Dioritporphyr-Gang südlich des Gipfels), sind Teil der Zentralschwarzwälder Gneismasse. Strukturgeologisch gehört der Gipfel zu einer nach Nordwesten ansteigenden Pultscholle, die als Kandel-Scholle bezeichnet wird. Sie wird im Nordwesten von der sich deutlich abzeichnenden Elztalstörung und im Nordosten von der Simonswälder Störung begrenzt. Im Bereich dieser Störung befand sich das Epizentrum des Waldkircher Erdbebens vom 4. Dezember 2004, etwa zwischen dem Hornkopf und dessen nordwestlichem Nachbarberg Wolfsgrubenkapf.

## Schutzgebiete
Der Hornkopf ist einbezogen in das Landschaftsschutzgebiet Simonswälder-Tal, das Vogelschutzgebiet Mittlerer Schwarzwald und den Naturpark Südschwarzwald.